# Oshkosh All-Stars 1942-1943
La stagione 1942-43 degli Oshkosh All-Stars fu la 6ª nella NBL per la franchigia.
Gli Oshkosh All-Stars arrivarono terzi nella regular season con un record di 11-12. Nei play-off persero la semifinale con gli Sheboygan Red Skins (2-0).

## Roster
| N° | Naz.                   | Ruolo | Sportivo        | Anno | Alt. | Peso |
| -- | ---------------------- | ----- | --------------- | ---- | ---- | ---- |
|    | Stati Uniti (bandiera) | GA    | Ralph Vaughn    | 1918 | 185  | 79   |
|    | Stati Uniti (bandiera) | AC    | Leroy Edwards   | 1914 | 193  | 91   |
|    | Stati Uniti (bandiera) | GA    | Charley Shipp   | 1913 | 185  | 91   |
|    | Stati Uniti (bandiera) | AC    | Gene Englund    | 1917 | 193  | 93   |
|    | Stati Uniti (bandiera) | GA    | Bill Komenich   | 1916 | 191  | 95   |
|    | Stati Uniti (bandiera) | GA    | Don Smith       | 1920 | 188  | 86   |
|    | Stati Uniti (bandiera) | G     | Dave Quabius    | 1916 | 183  | 84   |
|    | Stati Uniti (bandiera) | G     | Tommy Nisbet    | 1916 | 178  | 75   |
|    | Stati Uniti (bandiera) | G     | Bob Alwin       | 1920 | 178  | 66   |
|    | Stati Uniti (bandiera) | AC    | Johnny Townsend | 1916 | 193  | 94   |
|    | Stati Uniti (bandiera) | A     | Gene Lorendo    | 1921 | 191  | 98   |
|    | Stati Uniti (bandiera) | AC    | Connie Berry    | 1915 | 191  | 91   |
|    | Stati Uniti (bandiera) | GA    | Dutch Kramer    | 1922 | 191  |      |
|    | Stati Uniti (bandiera) | AC    | Fred Nimz       | 1914 | 191  | 91   |
|    | Stati Uniti (bandiera) | AC    | Neal Adams      | 1919 | 191  | 88   |
|    | Stati Uniti (bandiera) | A     | Lou Barle       | 1916 | 185  | 91   |
|    | Stati Uniti (bandiera) | GA    | Jewell Young    | 1913 | 183  | 73   |
|    | Stati Uniti (bandiera) | G     | Ray Krzoska     | 1918 | 188  | 86   |
|    | Stati Uniti (bandiera) | G     | Bud Engdahl     | 1918 | 185  | 95   |
|    | Stati Uniti (bandiera) | G     | Tex Mueller     | 1916 | 185  | 79   |

## Staff tecnico
Allenatore: Lonnie Darling